# カーティス・ウィルバー (政治家)

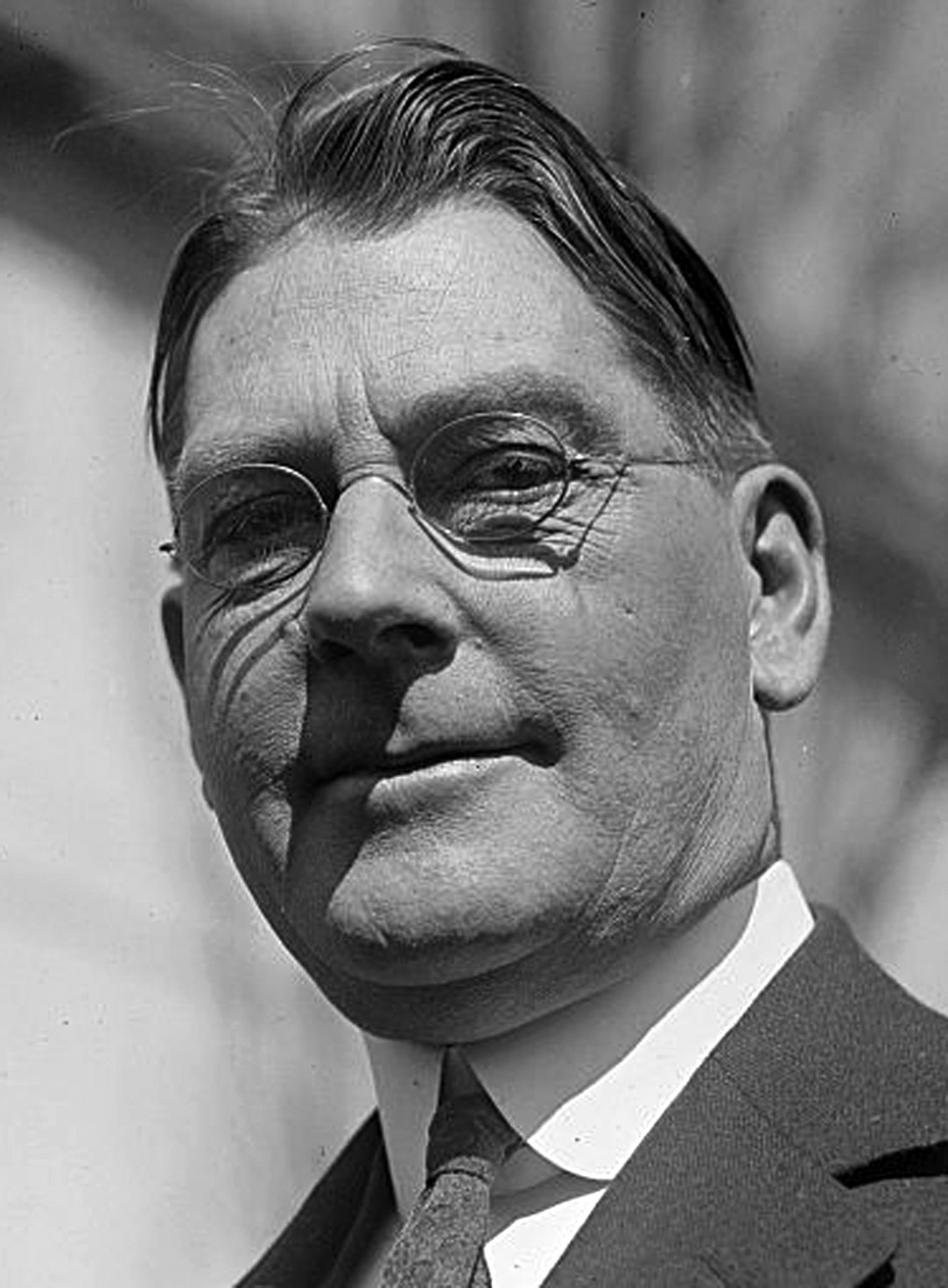
カーティス・ウィルバ

カーティス・ドワイト・ウィルバー（Curtis Dwight Wilbur, 1867年5月10日 - 1954年9月8日）はアメリカ合衆国の政治家、裁判官。1923年から1924年まで第19代カリフォルニア州最高裁判所長官を、1924年から1929年まで第43代アメリカ合衆国海軍長官を務めた。

## 生涯

### 青年期

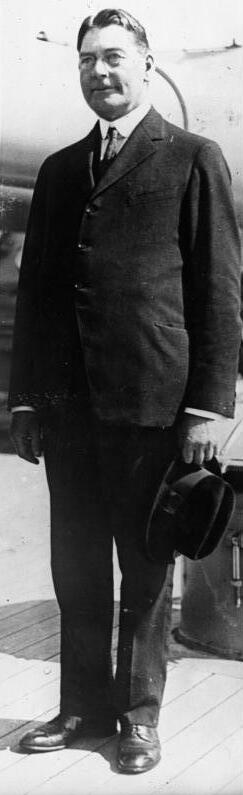
海軍長官時代のウィルバー

1867年、ウィルバーはアイオワ州ブーンズボロで生まれた。1884年、ウィルバーはメリーランド州アナポリスの海軍兵学校に任官され、スポーツや研究活動において優れたリーダーシップを発揮した。ウィルバーは海軍兵学校を次々席の成績で卒業したが、卒業後に割り当てられる任務を自ら退き、カリフォルニア州リバーサイドに移り住んだ。そしてウィルバーはその後2年間、教員として働く傍ら、夜間に法律の勉強をした。

### 裁判官時代
1890年、ウィルバーはカリフォルニア州で弁護士として認可を受け、ロサンゼルスで副地方検事補となった。ウィルバーはその後1903年にカリフォルニア州高等裁判所に移り、1918年にカリフォルニア州最高裁判所に異動となった。そしてウィルバーは1923年に第19代カリフォルニア州最高裁判所長官に就任した。

### 海軍長官時代
1924年3月19日、ウィルバーはカルビン・クーリッジ大統領から海軍長官として指名を受け、就任した。ウィルバーはクーリッジ大統領の最初の被任命者であり、高い知性を備えた「清潔で清廉な」人物としてクーリッジ政権入りした。

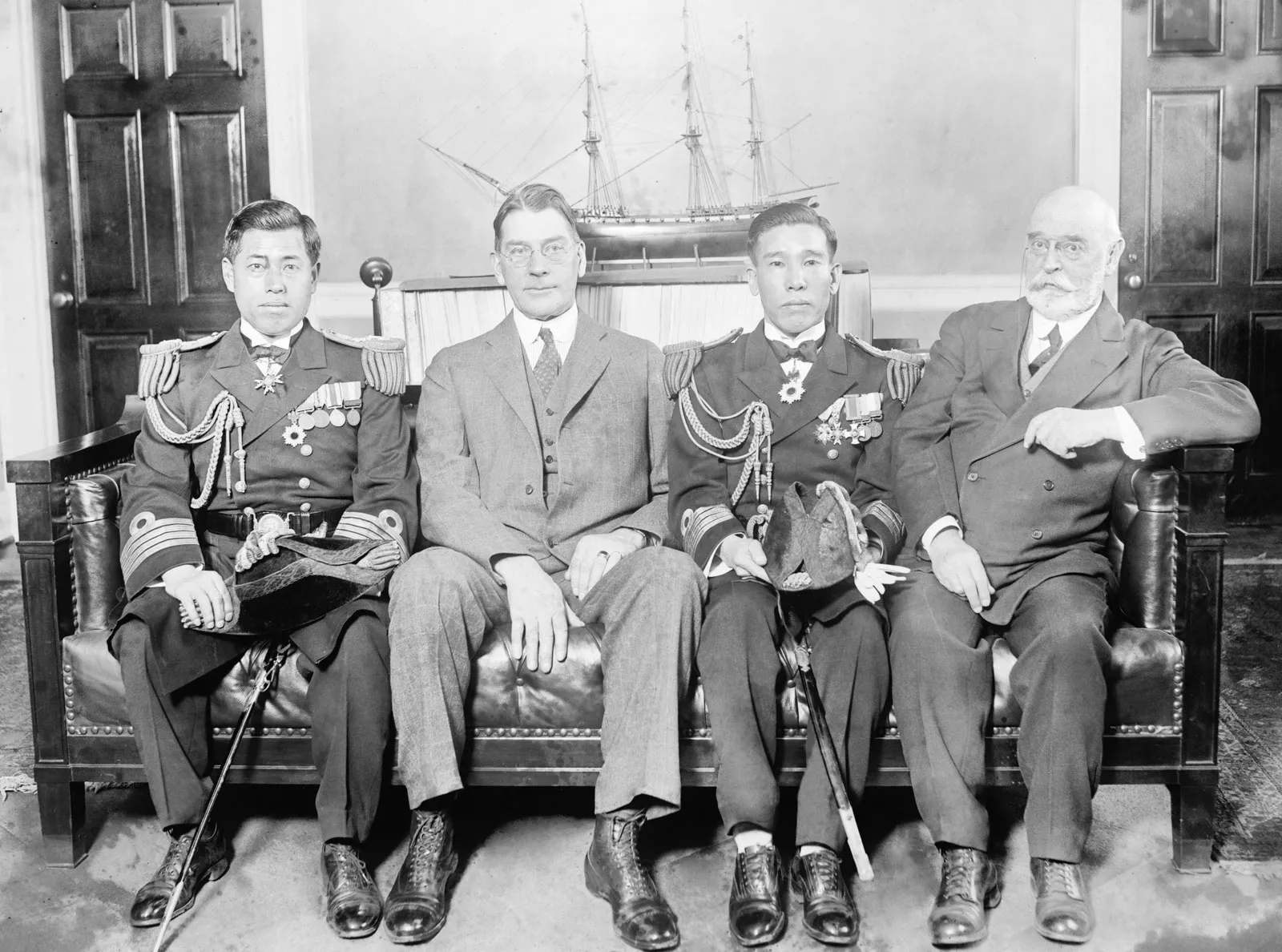
山本五十六とウィルバー

ウィルバーは海軍長官に就任した直後から、艦船の維持管理のための資金について合衆国議会との交渉を推し進めた。ウィルバーは世界的な軍事脅威を強調し、軍拡の必要性を説いた。また海軍の教育の重要性を主張し、空冷エンジンの開発なども支援した。ウィルバーはクーリッジ政権の任期満了まで海軍長官を務め、アメリカ海軍の艦船の拡大および近代化と、海軍航空隊の創設を実現した。近代化された艦船と海軍航空隊は、後の第二次世界大戦で強力な戦力となり、特に太平洋地域における日本との戦闘で大きな成果を挙げた。

### 晩年
1929年、ハーバート・フーヴァーが大統領に就任すると、フーヴァーはウィルバーをサンフランシスコの第9巡回控訴裁判所の判事に任命した。ウィルバーは1945年に引退するまで判事を務めた。
引退後、ウィルバーは妻のオリーヴ・ドゥーリトル (Olive Doolittle)、そして3人の子供のエドナ (Edna)、ポール (Paul)、ライマン・ドワイト (Lyman Dwight) とともに過ごした。そして1954年、ウィルバーはカリフォルニア州パロアルトで死去した。
ウィルバーの死後、アメリカ海軍では、ウィルバーの功績を称えて、ミサイル駆逐艦カーティス・ウィルバーにその名が付けられた。
| 公職                    | 公職                                                | 公職                                  |
| ----------------------- | --------------------------------------------------- | ------------------------------------- |
| 先代 ルシアン・ショウ   | カリフォルニア州最高裁判所長官 1923年 - 1924年      | 次代 ルイス・ウェストコット・マイアズ |
| 先代 エドウィン・デンビ | アメリカ合衆国海軍長官 1924年3月19日 - 1929年3月4日 | 次代 チャールズ・フランシス・アダムズ |